# Avila University
La Avila University è un'università privata di indirizzo cattolico con sede a Kansas City, nello stato americano del Missouri.
Il College of Saint Teresa, in origine esclusivamente femminile, fu aperto nel 1916 dalle Suore di San Giuseppe di Carondelet. Prese il nome di Avila College nel 1961 e nel 1969 ammise i primi alunni di sesso maschile. Il college fu elevato al rango di università nel 2002.